# Пьер-Персе (водохранилище)
Пьер-Персе (фр. Lac de Pierre-Percée) — водохранилище на северо-востоке Франции в Гранд-Эсте. Площадь — 3 км². Максимальная глубина составляет 78 м. Площадь бассейна — 251 км².
Берега покрыты лесом. Место привлекательно для туристов, известно среди любителей водных видов спорта и развлечений на воде.